# Psammophis namibensis
Espèce
Synonymes
- Psammophis leightoni namibensis Broadley, 1975

Psammophis namibensis est une espèce de serpents de la famille des Lamprophiidae. 

## Répartition
Cette espèce est endémique de Namibie.

## Description
Psammophis namibensis dépasse les 75 cm de longueur, queue non comprise.

## Étymologie
Son nom d'espèce, composé de Namibie et du suffixe latin -ensis, « qui vit dans, qui habite », lui a été donné en référence au lieu de sa découverte.

## Publication originale
- Broadley, 1975 : A review of Psammophis leightoni and Psammophis notosticus in southem Africa (Serpentes: Colubridae). Arnoldia, vol. 7, n. 13, p. 1-17.